# Tournoi britannique de rugby à XV 1902
Navigation
Tournoi 1901 Tournoi 1903
Le tournoi britannique de rugby à XV 1902 est remporté par le pays de Galles après ses trois victoires. Il obtient par là-même une Triple couronne, sa troisième depuis 1893 en autant de victoires.
Cette édition se déroule du 11 janvier au 15 mars 1902 dans six stades différents puisque l'Angleterre et l'Irlande jouent chacune leurs deux matches à domicile dans deux villes différentes.

## Classement
- Légende :
J matches joués, V victoires, N matches nuls, D défaites
PP points marqués, PC points encaissés, Δ différence de points PP-PC
Pts points de classement (barème : 2 points pour une victoire, 1 point en cas de patch nul, rien pour une défaite)
T Tenante du titre 1901.

| Rang | Nation         | J | V | N | D | PP | PC | Δ   | Pts |
| ---- | -------------- | - | - | - | - | -- | -- | --- | --- |
| 1    | Pays de Galles | 3 | 3 | 0 | 0 | 38 | 13 | +25 | 6   |
| 2    | Angleterre     | 3 | 2 | 0 | 1 | 20 | 15 | +5  | 4   |
| 3    | Irlande        | 3 | 1 | 0 | 2 | 8  | 21 | -13 | 2   |
| 4    | Écosse (T)     | 3 | 0 | 0 | 3 | 8  | 25 | -17 | 0   |

- Le pays de Galles a les meilleure attaque et défense, donc la plus grande différence de points.

## Résultats
| 011 janvier 1902 Rectory Field, Blackheath, Londres | Angleterre     | 08 - 9  | Pays de Galles |
| 01er février 1902 Arms Park, Cardiff                | Pays de Galles | 14 - 5  | Écosse         |
| 08 février 1902 Welford Road Stadium, Leicester     | Angleterre     | 06 - 3  | Irlande        |
| 022 février 1902 Balmoral Showgrounds, Belfast      | Irlande        | 05 - 0  | Écosse         |
| 08 mars 1902 Lansdowne Road, Dublin                 | Irlande        | 00 - 15 | Pays de Galles |
| 015 mars 1902 Inverleith, Édimbourg                 | Écosse         | 03 - 6  | Angleterre     |